# Lập hóa đơn điện tử
Hóa đơn điện tử là một hình thức thanh toán điện tử. Phương pháp lập hoá đơn điện tử được sử dụng bởi các đối tác kinh doanh, chẳng hạn như khách hàng và nhà cung cấp, để trình bày và kiểm tra các tài liệu giao dịch giữa nhau và đảm bảo các điều khoản của thỏa thuận thương mại của họ được đáp ứng. Các tài liệu này bao gồm hóa đơn, đơn đặt hàng, ghi nợ, ghi chú tín dụng, điều khoản thanh toán và hướng dẫn, và phiếu chuyển tiền.
Lập hóa đơn điện tử bao gồm một số công nghệ khác nhau và các lựa chọn nhập cảnh và được sử dụng như một từ khóa để mô tả bất kỳ phương pháp nào mà một hóa đơn được trình bày bằng điện tử cho khách hàng để thanh toán.

## Mục đích của lập hóa đơn điện tử
Việc lập hóa đơn điện tử là bảo đảm tất cả các hóa đơn chưa thanh toán từ các nhà cung cấp được phê duyệt, xử lý và thanh toán. Xử lý hoá đơn bao gồm ghi lại dữ liệu quan trọng từ hóa đơn và cho nó vào hệ thống tài chính hoặc kế toán của công ty. Sau khi hoàn thành việc cấp dữ liệu, các hoá đơn phải trải qua quá trình kinh doanh của công ty để được thanh toán.
Hóa đơn điện tử có thể được định nghĩa là dữ liệu hoá đơn có cấu trúc được phát hành trong EDI (Electronic Data Interchange) hoặc các định dạng XML, có thể sử dụng các mẫu web dựa trên Internet.
Các tài liệu này có thể được trao đổi theo nhiều cách bao gồm các tệp EDI, XML hoặc CSV. Chúng có thể được tải lên bằng email, máy in ảo, các ứng dụng web hoặc các trang FTP. Công ty có thể sử dụng phần mềm hình ảnh để chụp dữ liệu từ các tài liệu PDF hoặc giấy và nhập vào hệ thống hoá đơn của họ. Điều này giúp hợp lý hóa quá trình nộp hồ sơ, đồng thời ảnh hưởng tích cực đến các nỗ lực bền vững. Một số công ty có quy trình lập hoá đơn điện tử riêng.
Tuy nhiên, nhiều công ty thuê một công ty bên thứ ba để thực hiện và hỗ trợ quá trình lập hoá đơn điện tử và lưu trữ dữ liệu trên các máy chủ của chính họ.

## Lịch sử ra đời của hóa đơn điện tử
Kể từ giữa những năm 1960, các công ty bắt đầu thiết lập liên kết dữ liệu với các đối tác thương mại để chuyển các tài liệu, chẳng hạn như hóa đơn và đơn đặt hàng. Lấy cảm hứng từ ý tưởng về văn phòng không giấy và chuyển dữ liệu đáng tin cậy hơn, họ đã phát triển các hệ thống EDI đầu tiên. Các hệ thống độc quyền này khá hiệu quả, nhưng cứng nhắc. Mỗi tập hợp các đối tác thương mại dường như có phương pháp trao đổi dữ liệu điện tử riêng của họ. Không có tiêu chuẩn mà bất kỳ đối tác thương mại nào cũng có thể lựa chọn.
Nhận thức được điều này, Uỷ ban tiêu chuẩn được công nhận X12, một tổ chức tiêu chuẩn dưới sự bảo trợ của ANSI, đã chuyển sang chuẩn hóa các quy trình EDI. Kết quả được biết đến ngày nay như là tiêu chuẩn ANSI X12 EDI.
Đây vẫn là cách chính để trao đổi dữ liệu giao dịch giữa các đối tác thương mại cho đến những năm 1990, khi các công ty cung cấp các ứng dụng web giao diện người dùng mạnh mẽ hơn bắt đầu xuất hiện.
Các ứng dụng dựa trên web mới này có các chức năng phục vụ cho cả nhà cung cấp và khách hàng. Họ cho phép gửi trực tuyến các hóa đơn cá nhân cũng như các tệp tin tải lên EDI, bao gồm định dạng CSV, PDF và XML. Các dịch vụ này cho phép các nhà cung cấp xuất hoá đơn cho khách hàng để kết hợp và chấp thuận trong một ứng dụng web.
Các nhà cung cấp cũng có thể xem lịch sử của tất cả các hóa đơn mà họ đã gửi cho khách hàng của họ mà không có quyền truy cập trực tiếp vào hệ thống của khách hàng. Điều này là do tất cả thông tin giao dịch được lưu trữ trong các trung tâm dữ liệu của công ty bên thứ ba cung cấp ứng dụng web hoá đơn. Thông tin giao dịch này có thể được quy định bởi khách hàng để kiểm soát lượng thông tin mà nhà cung cấp được phép xem.
Khi các công ty tiến vào kỷ nguyên số, nhiều hơn và nhiều hơn nữa đang chuyển sang các dịch vụ lập hoá đơn điện tử để tự động hóa các bộ phận phải trả của họ. Nghiên cứu Lập hoá đơn điện tử Toàn cầu 2012 minh họa tỷ lệ hóa đơn bằng hoá đơn điện tử đang tăng lên. Theo nghiên cứu này, 73% số người được hỏi sử dụng hóa đơn điện tử ở mức độ nào trong năm 2012, tăng 14% so với năm 2011. kháng Nhà cung cấp e-hóa đơn đã giảm từ 46% năm 2011 lên 26% vào năm 2012.
Theo một Báo cáo do GXS thực hiện vào năm 2013, Châu Âu đang áp dụng chính sách của chính phủ khuyến khích các doanh nghiệp áp dụng thực tiễn lập hoá đơn điện tử. Kho bạc Hoa Kỳ ước tính rằng việc áp dụng hoá đơn điện tử trên toàn bộ chính phủ liên bang sẽ giảm 50% chi phí và tiết kiệm được 450 triệu đô la hàng năm.

## Các bên liên quan đến lập hóa đơn điện tử
•	Nhà cung cấp thanh toán hóa đơn (Biller payment provider - BPP) - Một đại lý của người lập hoá đơn chấp nhận thông tin chuyển tiền thay mặt Biller.
•	Nhà cung cấp dịch vụ Biller (BSP) - Một đại lý của nhà cung cấp dịch vụ cung cấp dịch vụ cho Biller.
•	Consolidator - Một nhà cung cấp dịch vụ thanh toán hợp nhất các hóa đơn từ nhiều Billers hoặc các nhà cung cấp dịch vụ hóa đơn khác (BSP) và cung cấp cho họ để trình bày cho nhà cung cấp dịch vụ khách hàng (CSP).
•	Nhà cung cấp dịch vụ khách hàng (CSP) - Một đại lý của khách hàng cung cấp giao diện trực tiếp cho khách hàng, doanh nghiệp hoặc người khác để trình bày hóa đơn. CSP tuyển chọn khách hàng, cho phép trình bày và cung cấp chăm sóc khách hàng, cùng với các chức năng khác.

## Cách lập hóa đơn điện tử
Để kích hoạt tính năng e-hóa đơn, thì phải có một phương pháp hiện có của việc xem các giao dịch hoặc hệ thống kế toán. Định tuyến và quy tắc phải được thiết lập trong một đặc tả của dự án. Điều này thường liên quan đến các thành viên của các khoản phải trả, CNTT, và đôi khi mua sắm.
Khi định tuyến được thiết lập cho hệ thống, các quy tắc xác nhận có thể được thiết lập để giảm số lượng ngoại lệ trong hoá đơn. Xác nhận thêm nữa có thể được thiết lập để tự động loại bỏ lỗi, hóa đơn khớp lệnh ba chiều, đơn đặt hàng và các tài liệu khác.
Xác nhận cũng có thể thông báo cho nhà cung cấp chấp nhận hoặc từ chối. Một khi đặc tả hóa đơn điện tử được hoàn thành và thử nghiệm hoàn tất, các nhà cung cấp của doanh nghiệp được kết nối bằng điện tử và hệ thống lập hoá đơn điện tử đã sẵn sàng.